# Рифиано
Рифиа̀но (на италиански: Rifiano; на немски: Riffian, Рифиан) е село и община в Северна Италия, автономна провинция Южен Тирол, автономен регион Трентино-Южен Тирол. Разположено е на 503 m надморска височина. Населението на общината е 1365 души (1 януари 2023).

## Език
Официални общински езици са и италианският и немският. Най-голямата част от населението говори немски. В общината се говори и други романски език, ладинският.
| %     | Роден език      |
| 1,85  | Италиански език |
| 97,76 | Немски език     |
| 0,39  | Ладински език   |